# Республіканська премія імені Тараса Шевченка — лауреати 1964 року
Республіканська премія імені Тараса Шевченка за 1964 рік присуджувалась 9 березня 1964 року на засіданні Урядового республіканського комітету по преміях імені Т. Г. Шевченка. Розмір премії — 2500 карбованців.

## Список лауреатів
| Лауреат            | Галузь                 | Обґрунтування |
| ------------------ | ---------------------- | --- |
| Микола Тихонов     | Література             | за популяризацію творчості Т. Г. Шевченка та переклади творів української поезії російською мовою.                                                                                        |
| Андрій Малишко     | Література             | за книгу лірики «Далекі орбіти». |
| Василь Касіян      | Образотворче мистецтво | за багаторічну мистецьку творчість на шевченківську тематику та виконані ним художні твори — естампи, офортні ілюстрації до «Кобзаря», ілюстрації до роману О. Іваненко «Тарасові шляхи». |
| Станіслав Людкевич | Музичне мистецтво      | за симфонію-кантату «Кавказ» і вокально-симфонічну кантату «Заповіт». |
| Микита Хрущов      |                        | за видатну громадсько-політичну діяльність в Українській Радянській Соціалістичній Республіці.                                                                                            |